# لیپووه پوله پلبانگسکیه
لیپووه پوله پلبانگسکیه (به لاتین: Lipowe Pole Plebańskie) یک روستا در لهستان است که در گمینا سکارژسکو کوشچیلنه واقع شده‌است. لیپووه پوله پلبانگسکیه ۷۲۰ نفر جمعیت دارد.